# 克什米尔

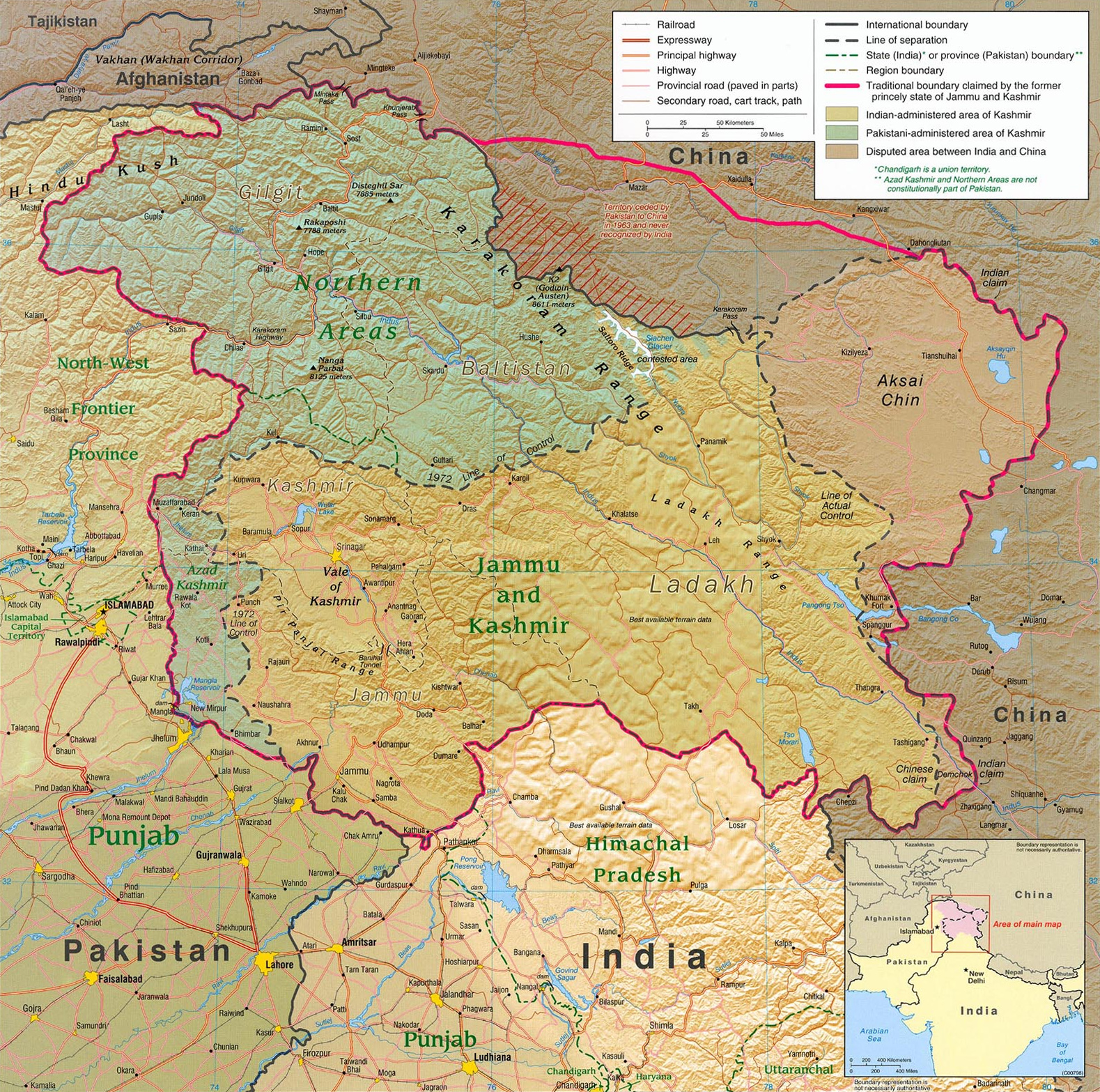
政治地图：包括比尔本贾尔岭及克什米尔河谷

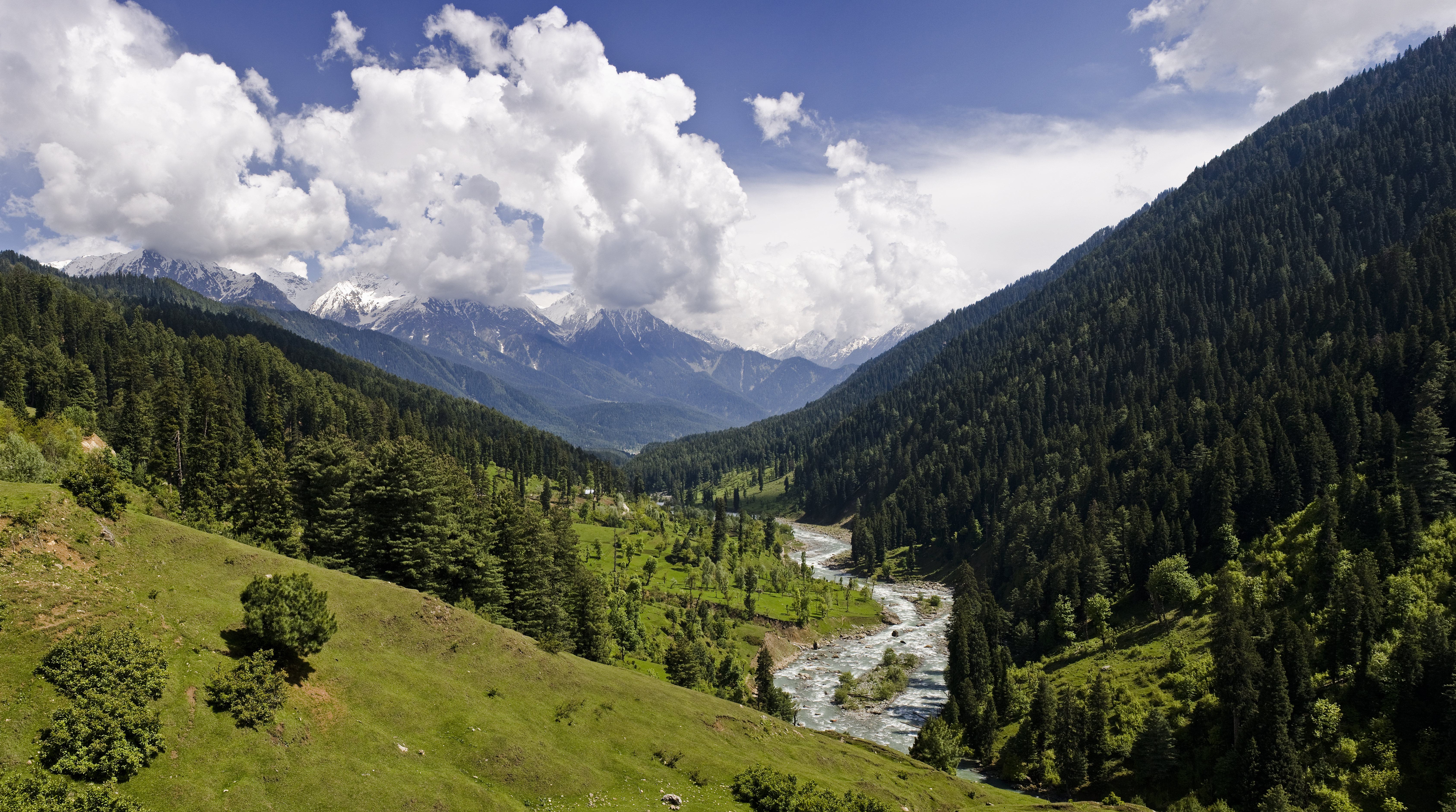
从帕哈尔加姆拍摄的利德谷

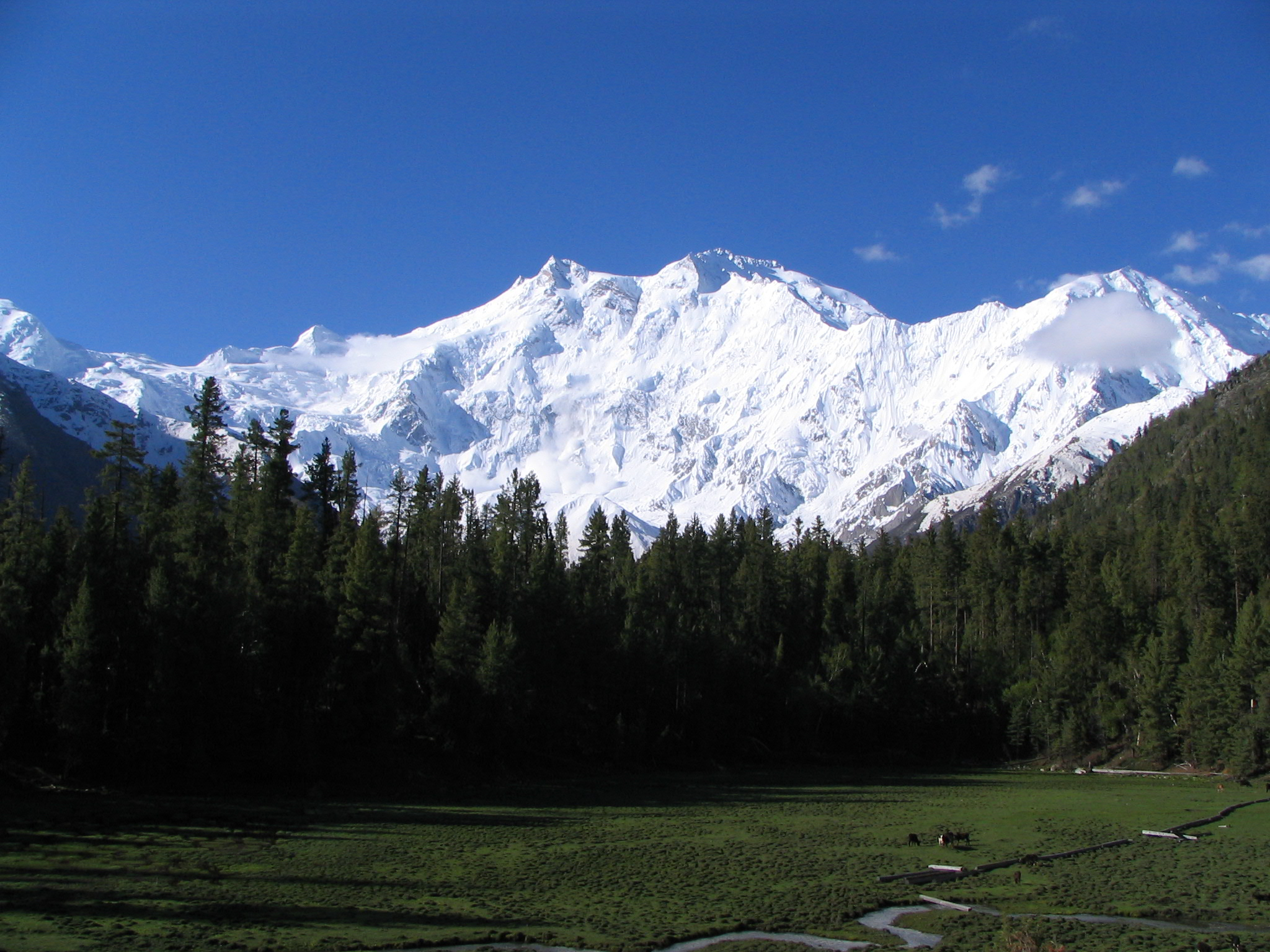
南迦帕尔巴特峰，世界第九高峰，位于喜马拉雅山脉西段

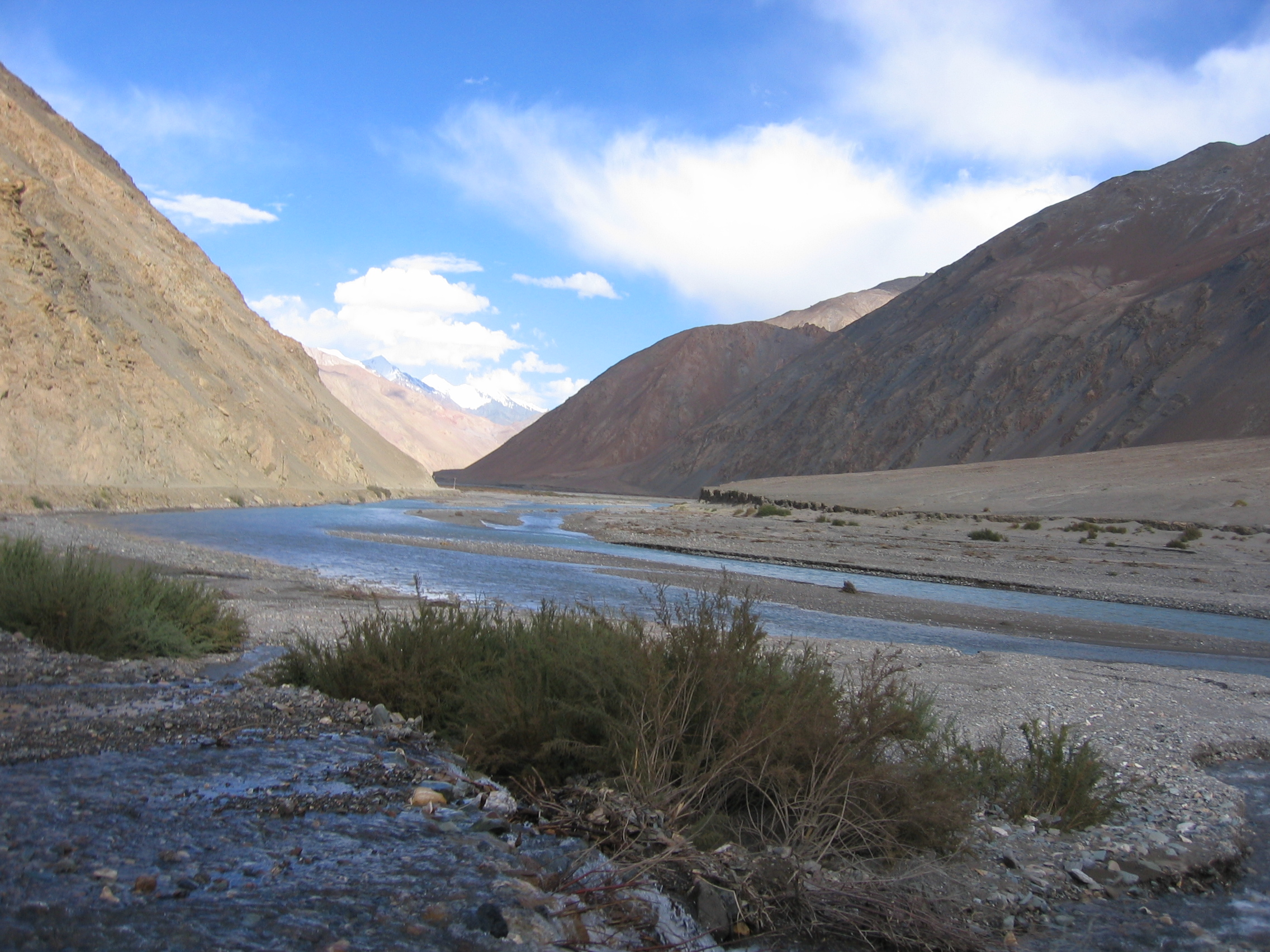
喀拉喀什河（墨玉河），自阿克赛钦河源流经昆仑山脉

克什米尔是介於青藏高原西端與南亚次大陆最北端交接的一个地区。19世纪中期之前，“克什米尔”一词仅指代喜马拉雅山脉和比尔本贾尔岭之间的河谷地，而今日則泛指由印度控制的查谟和克什米尔（细分为查谟、克什米尔）和拉达克、由巴基斯坦控制的阿扎德克什米尔和吉尔吉特-巴尔蒂斯坦，以及由中华人民共和国控制的阿克赛钦和喀喇昆仑走廊。1世纪上半叶，克什米尔地区为劍浮沙的重要据点，后发展为佛教中心。9世纪克什米尔湿婆教由此兴起。1339年，沙阿·米尔建立斯瓦特王朝，成为克什米尔地区的首位穆斯林统治者。在此后的五个世纪内，穆斯林君主继续控制这一地区，包括蒙兀儿帝国（1586—1751）和阿富汗杜兰尼王朝（1751—1820）。1820年兰季德·辛格统领的锡克帝国吞并了克什米尔。1846年锡克帝国在第一次英锡战争中战败，英国占领这一地区并根据《阿姆利则和约》将其出售给查谟拉者古拉卜·辛格。古拉卜及其后代在英国主导之下统治英属印度土邦，直至1947年克什米尔成为一主权争议地区。
目前，廣義上的克什米尔分别由印度、巴基斯坦和中华人民共和国三方控制，由印巴之间的控制线、中印之间的实际控制线、以及中巴邊界分割。如今关于克什米尔的争议主要在印度和巴基斯坦展开，亦牵涉到中印之间的领土争议，而中华人民共和国认为由其控制的阿克赛钦和喀喇昆仑走廊是新疆而非克什米尔的一部分，巴基斯坦承认中国的主张并声索克什米尔的其余部分，印度则认为印度拥有对克什米尔所有地区的主权。

## 名称
克什米尔的梵语名称为（káśmīra）。克什米尔古典《尼拉马塔普拉那》称此河谷得名于一称“萨蒂萨拉斯”（Sati-saras）的湖泊。当地亦传“Kashmira”一名原意为“脱水之地”。
另一理论称“克什米尔”得名于仙人迦叶波。据传，迦叶波引领民众定居这一地区，由此“克什米尔”即源于“Kashyapa Mir”（迦叶波湖）或“Kashyapa Meru”（迦叶波山）。
克什米尔语中的克什米尔亦称“克什尔”（Kasheer）。

## 歷史

### 古代
克什米尔在古世纪跟中世纪是古印度宗教思想的重要交汇场所，古印度的思想也在这进行综摄而衍生出支派。其中佛教教派的中观派与唯识派便是揉合了印度湿婆教和不二论所形成。中观派对后世藏传佛教教义产生极为深远的影响。
今日印控克什米尔的首府斯利那加，是建立在孔雀王朝时期阿育王建立的城市遗址上。克什米尔在历史上长期是佛教的重要地区。佛经说一切有部长期影响着克什米尔。不少佛教僧侣来到克什米尔学习佛法，其中龟兹国出家人鸠摩罗什在此与导师盘头达多学习经典，后翻译多部经典成汉文传往东亚。
吐蕃帝国赞普朗达玛遇刺身亡后，吐蕃陷入分裂，王室后裔尼玛衮逃亡到拉达克，建立拉达克王国。大约在10世纪末，佛教经过拉达克、古格，重新传入西藏。
伊斯兰势力在14世纪初扩张到克什米尔。1320年左右，拉达克王子仁钦与叔父争夺王位，失败，逃往克什米尔，被国王Sahadev封为大臣。在克什米尔，他与穆斯林将军沙阿·米尔成为朋友。蒙古帝国入侵克什米尔，Sahadev和仁钦逃往西藏。随后，沙阿·米尔于1339年建立赛义德王朝，开始改奉伊斯兰教。

### 近代

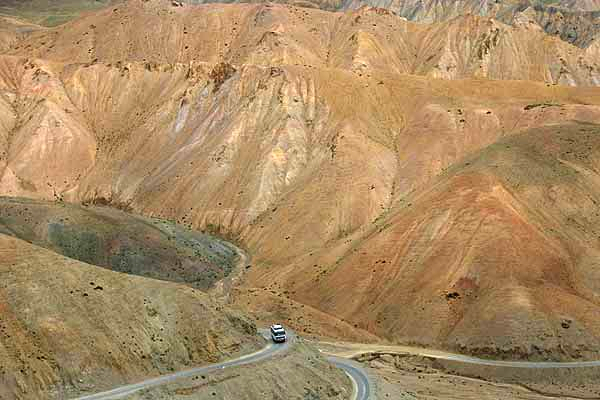
由于是崎岖的山地，克什米尔的交通状况很差，很多地区基本无法进入。圖中是该区唯一一条连接克什米尔谷地和拉达克的公路。

19世纪时期，克什米尔虽然保持一定的独立性，但被先后置于杜兰尼王朝、莫卧儿帝国和锡克帝国的统治之下。地处交通要道的克什米尔地区成为各方势力的争夺焦点。1834年，锡克帝國查谟总督、道格拉人（藏人称其为森巴人）古拉卜·辛格派出名将左拉瓦尔·辛格，率兵5,000名，突然侵入拉达克。拉达克王向清政府驻藏大臣求援，未果。1835年，道格拉人的军队击溃拉达克军，攻抵拉达克首都列城，拉达克被迫签订城下之盟，拉达克王被废黜，拉达克沦为锡克帝国道格拉人的附庸。但拉达克人不断反抗，在道格拉军1839年第四次入侵拉达克后，其对拉达克的统治才相对巩固。翌年，道格拉人攻占巴尔蒂斯坦（今巴基斯坦统治的北部地区）。1841年，攻占西藏的阿里地区，不久受到藏军的反击，被逐出该地。藏军乘胜入侵拉达克，但被道格拉人打败。这次战争就是历史上的中国-锡克战争，又称为西藏－森巴战争。最终，双方签订合约，拉达克正式并入锡克帝国的查谟-克什米尔。
1845年，英國侵略錫克帝國，锡克帝国战败，被迫与英国议和，割让大量领土。根据《拉合尔条约》，查谟-克什米尔从锡克帝国中独立。1846年，不列颠东印度公司在赢得战争之后进占克什米尔谷，并将这块土地通过《阿姆利则条约》卖给查谟的多格拉人，查谟和克什米尔土邦建立。《阿姆利则条约》写明，查谟和克什米尔土邦的领土范围西起拉维河，东至印度河，共210,000平方公里。
在印度民族起义中，克什米尔支持英属印度殖民政府。普拉塔卜·辛格在位期间，英军先后征服坎巨提、那加尔、吉尔吉特三个土邦，将他们降为克什米尔的附庸。现状直至第二次世界大戰，該地一直屬英屬印度的查谟-克什米尔土邦的一部分。
克什米尔的民族和宗教成分比较复杂，根据英属印度1941年的统计，克什米尔土邦境内最大宗教为伊斯兰教，穆斯林占总人口77%；其次是印度教徒，占总人口20%；佛教徒和锡克教徒仅占3%。但是，該邦上層王公貴族大都屬印度教，而下層平民百姓大都屬伊斯蘭教，這樣的組成，在印巴分治後，就成為後來印巴為爭奪此地的克什米爾戰爭的根本原因。

### 現代
1947年，印巴分治時，查谟-克什米尔的玛哈拉贾哈利·辛格不希望加入任何一方。他试图让克什米尔保持独立，声称希望让克什米尔成为另一个“瑞士”。英国撤军以后，一支由亲巴基斯坦的普什图族部落和巴基斯坦士兵组成的军队从巴基斯坦西北边省出发，进驻克什米尔。克什米尔被巴基斯坦入侵后，辛格逃往印度，要求印度出兵协助进攻克什米尔。应印度政府的要求，辛格在10月27日与印度政府签订《加入书》，条约规定原属于查谟-克什米尔土邦所主张的所有土地（包括印度控制的查谟和克什米尔谷地、由巴基斯坦控制的克什米尔西部和北部地区、由中华人民共和国控制的喀喇昆仑走廊和阿克赛钦在内的整个大克什米尔）并入印度自治领。随后，印度出兵克什米尔，击退了巴基斯坦军对克什米尔首都斯利那加的围攻。印、巴雙方在克什米尔發生大規模的武裝衝突，史称克什米尔战争。
1948年1月，聯合國安理會設立了印、巴問題委員會，建議停火，然後舉行公民投票。1949年1月1日起停火開始生效。同年7月，兩國代表在卡拉奇達成協議，確定了停火線，由聯合國駐印、巴軍事觀察小組監督停火，但公民投票未能進行。印度在其控制區內成立了查谟和克什米尔邦政府，巴基斯坦在其控制區內成立了名义上独立的自由克什米爾政府。根據停火線，印度佔3/5土地和3/4人口，巴基斯坦佔其餘部分。这场战争使克什米尔事实上丧失了独立，哈里·辛格的儿子，王储卡兰·辛格被任命为克什米尔邦摄政王，直到1952年克什米尔王位被废除，头衔改为元首。1964年3月30日，长官头衔改为总督。
兩國在該領土上進行了數次戰爭。1965年9月和1971年11月，印度和巴基斯坦又兩次發生敵對行動。第二次印巴戰爭期间，印度軍隊佔領了停火線以西的一些地方，導致僵局和聯合國談判停火。第三次印巴战争後，兩國代表在西姆拉達成協議，確定将1972年當時的停火線轉變為“控制线”，时至今日仍然有效。
2019年8月，印度总理纳伦德拉·莫迪宣佈廢除印度宪法第370条：取消该地之特殊自治地位，并对查谟和克什米尔邦进行重组。導致克什米爾谷地的示威活動。

## 地理

### 分治

三方实际控制区

今天兩國事实上的邊界，粗略的舆1947年印巴戰爭中建立的停火線相當，由聯合國設立的分界線将該地的大約三分之一分給巴基斯坦控制，而印度控制地区占前土邦面积的二分之一。儘管這些地區實際上是由其各自的申索國管理的，但印巴兩國沒有正式承認對方提出領土主張地區的加入。巴基斯坦宣稱除阿克賽欽和喀喇崑崙走廊以外的整個地區，并主张安理会47号决议提及的公投方案。而印度认为该方案已经在1972年《西姆拉协定》後失效，宣稱這些地區是其領土的一部分，其中包括巴基斯坦在1963年《中巴边界协定》转交給中國的喀喇崑崙區域。

#### 印度控制部分
印度控制了45.5%的地区（10萬1,387平方公里），過去在控制地区成立了查谟-克什米尔邦。根據《2019年查謨和克什米爾重組法》，從2019年10月31日起，查謨和克什米爾邦分割成查謨和克什米爾中央直轄區與拉達克中央直轄區。
- 查謨和喀什米爾
  - 克什米尔河谷
  - 查謨
- 拉達克
  - 印控巴里加斯
  - 印控部分锡亚琴冰川

#### 巴基斯坦控制部分
巴基斯坦控制部分可以分为2个区域：1为自由克什米尔，13,350平方公里，是巴基斯坦管辖的自治邦（state），2为吉尔吉特-巴尔蒂斯坦，过去又称北部地区，72,496平方公里，巴基斯坦政府计划将其合并为“临时省”。二地合计共85,846平方公里，与印度和中国不同，目前巴基斯坦仍未将其宪法扩大到巴控克什米尔区域（没有正式并入其领土内）。

#### 中国控制部分
中华人民共和国不认为其管辖的区域属于克什米尔地区，认为其属于中国固有领土。中国政府认为分割新疆和拉达克的“传统习惯线”在其西侧。
- 阿克赛钦：面积37,555平方公里。印度认为其从查谟和克什米尔土邦继承了此处的宣称，而中国认为其始终由新疆和田地區皮山縣、和田縣、策勒縣管轄。
- 喀喇昆仑走廊：面积5,800平方公里。位于克什米尔北部的小片地区。1963年起巴基斯坦承认此处为中华人民共和国领土，但印度仍有领土主张。
- 中控巴里加斯：印度主張巴里加斯屬於印度拉達克联邦属地列城县的一部分，中华人民共和國主張其屬於中國西藏自治区阿里地区噶尔县。

## 人口
克什米尔地区宗教构成
克什米爾是一個多種宗教信仰的聚集地，並擁有眾多伊斯兰教徒（穆斯林）、印度教徒以及佛教徒。其中藏传佛教在拉達克地區最為盛行。拉達克境內的列城有很多佛陀雕像。
在巴基斯坦控制的喀什米爾（包含北部地區和自由克什米爾）99%的居民是伊斯兰教徒，且多为什叶派。巴基斯坦政府鼓勵国内其他地区的民族移居至此，形成了境內的普什圖人和旁遮普人的聚落。
中華人民共和國控制的阿克塞欽地區，居住著一些藏族人。
印度控制的查谟克什米尔（包括查谟、克什米尔山谷）人口中占70%的为伊斯兰教徒（根据印度2001年的数据），其余为印度教和佛教等其他教徒，其中克什米尔谷地穆斯林占绝对多数，查谟印度教徒居多，而查謨的南部有許多部落，這些部落的祖先可以追溯到鄰近的哈里亞納邦、旁遮普邦、德里市。拉达克的土著居民屬於藏族支系，主要信奉藏传佛教。
在1941年时，印度人占了总人口的15%。但在1990年，居住在克什米尔山谷的部分印度居民被強制驱逐（根据某些调查亦可以认为是“自願离开”）。当年的160,000人中，现今只有15,000还居住于此地。（一些学者和社会人士声称在村庄里的印度人口更高，达到45萬人）
| 控制国 | 地区                | 人口  | 伊斯兰教徒 | 印度教徒 | 佛教徒 | 其他信徒 |
| --- | ------------------- | ----- | ---------- | -------- | ------ | -------- |
| 印度 | 克什米尔河谷        | 689万 | 96.4%      | 2.5%     | –      | 1.1%     |
| 印度 | 查谟                | 538万 | 33.5%      | 62.6%    | 0.1%   | 3.8%     |
| 印度 | 拉达克              | 27万  | 46.4%      | 12.1%    | 39.7%  | 1.8%     |
| 巴基斯坦 | 阿扎德克什米尔      | 460万 | 100%       | –        | –      | –        |
| 巴基斯坦 | 吉尔吉特-巴尔蒂斯坦 | 180万 | 99%        | –        | –      | –        |
| 中华人民共和国 | 阿克赛钦            | –     | –          | –        | –      | –        |
| 中华人民共和国 | 喀喇崑崙走廊        | –     | –          | –        | –      | –        |
| - 数据来源于2011年印度人口普查（页面存档备份，存于） - 1947年至1948年，近五十萬人自印控克什米尔（多自查谟）迁移至西巴基斯坦阿扎德克什米尔:125。 - 根据1941年人口普查，近十萬名居于阿扎德克什米尔的印度教徒在战乱期间离开:118。 - 約有五至十五萬名克什米尔伊斯兰教徒和十五至三十萬名克什米尔班智达由于战乱而流离失所。 |                     |       |            |          |        |          |

## 经济
克什米尔经济以农业为中心。河谷的主要传统农作物及食物来源为大米，印度玉米、小麦、大麦及燕麦亦有种植。克什米尔气候温和，由此适宜种植芦笋、菜蓟、海甘蓝、蚕豆、荷包豆、甜菜、花椰菜和卷心菜等。河谷中果树诸多，果园培育梨、苹果、桃和樱等。主要树木为雪松、冷杉、松、法桐、枫、桦木、核桃、苹果及樱。
历史上克什米尔以其羊绒世界闻名，出口至诸多国家和地区（但由于克什米尔羊数量的减少及来自中国大陸的竞争其出口量逐渐下降）。克什米尔人亦擅长编织，出产帕什米纳披肩、丝绸地毯、无领长衫以及陶器。番红花亦在此地得到出产。自然培育的水果和蔬菜亦作为有机食品，主要出口至中东地区。斯利那加以其银器、纸壳子、木刻及丝织品闻名。印控克什米尔地区据称含大量碳氢化合物岩石储备。2005年克什米尔大地震对克什米尔社会经济造成严重破坏，截至2005年10月8日在巴控地区导致超过70,000人死亡，在印控地区导致近1,500人死亡。

### 交通
克什米尔地区交通方式主要为空运及道路车运。克什米尔铁路全长135（84英里），现代化程度高，2009年10月开始兴建，2013年得到扩建，连接巴拉穆拉和斯利那加及巴尼哈尔。格德拉至巴尼哈尔的路段完工后，铁路将把克什米尔同印度其他地区连接起来。此外相關鐵路（例如Bilaspur-Leh線）經過地表高度高於大部分的高原鐵路包含青藏鐵路。

### 引用
1. 1 2  . Encyclopaedia Britannica.   [16 July 2016]. （原始内容存档于2019-08-13）. Quote: "Kashmir, region of the northwestern Indian subcontinent. It is bounded by the Uygur Autonomous Region of Xinjiang to the northeast and the Tibet Autonomous Region to the east (both parts of China), by the Indian states of Himachal Pradesh and Punjab to the south, by Pakistan to the west, and by Afghanistan to the northwest. The northern and western portions are administered by Pakistan and comprise three areas: Azad Kashmir, Gilgit, and Baltistan, ... The southern and southeastern portions constitute the Indian state of Jammu and Kashmir.  The Indian- and Pakistani-administered portions are divided by a “line of control” agreed to in 1972, although neither country recognizes it as an international boundary. In addition, China became active in the eastern area of Kashmir in the 1950s and since 1962 has controlled the northeastern part of Ladakh (the easternmost portion of the region)."
2. 1 2  . BBC.   [16 July 2016]. （原始内容存档于2015-07-24）. Quote: "The Himalayan region of Kashmir has been a flashpoint between India and Pakistan for over six decades.
Since India's partition and the creation of Pakistan in 1947, the nuclear-armed neighbours have fought three wars over the Muslim-majority territory, which both claim in full but control in part.
Today it remains one of the most militarised zones in the world. China administers parts of the territory."
3. ↑  . BBC.   [16 July 2016]. （原始内容存档于2020-11-27）. Quote: "1950s - China gradually occupies eastern Kashmir (Aksai Chin).  1962 - China defeats India in a short war for control of Aksai Chin. 1963 - Pakistan cedes the Trans-Karakoram Tract of Kashmir to China."
4. ↑  Basham, A. L. (2005) The wonder that was India, Picador. Pp. 572. ISBN 0-330-43909-X, p. 110.
5. 1 2 3  Imperial Gazetteer of India, volume 15. 1908. Oxford University Press, Oxford and London. pp. 93–95.
6. ↑  . Dsalsrv02.uchicago.edu.   [2015-05-29]. （原始内容存档于2016-02-05）.
7. ↑  Akbar, M. J., , Viking: 9, 1991
8. ↑  Raina, Mohini Qasba, , Trafford Publishing: 3–, October 2013, ISBN 978-1-4907-0165-3
9. 1 2  Snedden, Christopher, , Oxford University Press: 22–, 2015, ISBN 978-1-84904-342-7
10. ↑  P. iv 'Kashmir Today' by Government, 1998
11. ↑  .   [2013-09-07]. （原始内容存档于2016-03-03）.
12. ↑  Anand, Adarsh Sein. . Universal Law Publishing Company Pvt. Limited. 2007-01-01: 67. ISBN 978-81-7534-520-1 （英语）.
13. ↑  Kashmir, Research Paper 04/28 by Paul Bowers, House of Commons Library, United Kingdom. （页面存档备份，存于）, page 46, 30 March 2004
14. ↑  . BBC. 2019-08-06. （原始内容存档于2020-11-09） （英国英语）.
15. ↑  . DAWN. 2020年1月31日  [2023年10月13日]. （原始内容存档于2020年11月29日）.
16. ↑   (PDF). 中华人民共和国国务院公报: 570–575. 1959年12月31日  [2023年2月12日]. （原始内容存档 (PDF)于2021年11月25日）.
17. ↑  . Census of India, 2011. The Registrar General & Census Commissioner, India.   [2016-09-04]. （原始内容存档于2015-08-25）.
18. ↑  更多历史争论参见Alexander Evans的‘A departure from history: Kashmiri Pandits, 1990-2001’ Contemporary South Asia, Vol 11, 1 2002 p19-37
19. 1 2  Snedden, Christopher,  , South Asia: Journal of South Asian Studies: 111–134, ISSN 0085-6401, doi:10.1080/00856400108723454
20. ↑  Evans, Alexander. . Contemporary South Asia. 2002-03-01, 11 (1): 19–37. ISSN 0958-4935. doi:10.1080/0958493022000000341.
21. ↑  . 2009-01-05  [2016-07-31]. （原始内容存档于2009-01-05）.
22. ↑  Iftikhar Gilani. . Daily Times.   [20 November 2009]. （原始内容存档于2011-06-06）.
23. ↑  Ishfaq-ul-Hassan. . Daily News and Analysis.   [20 November 2009]. （原始内容存档于2012-10-03）.
24. ↑  . Bharatonline.com.   [3 August 2012]. （原始内容存档于2020-05-17）.
25. ↑  . Baapar.com.   [22 January 2016]. （原始内容存档于2016年3月8日）.